# Айсль-ла-Мотт
Айсль-ла-Мотт (англ. Isle La Motte) — місто (англ. town) в США, в окрузі Ґранд-Айл штату Вермонт. Населення — 488 осіб (2020).

## Історія
1666 року, на острові Айсль-ла-Мотт, французами було зведено форт, названий на честь Святої Анни. Форт Святої Анни був одним з елементів оборонної лінії, зведеної для захисту від нападів ірокезів.

## Географія
Місто розташоване в північно-західній частині Вермонта, на території однойменного острова, який розташований посеред озера Шамплейна, на відстані приблизно 87 кілометрів на північний захід від Монтпілієра, адміністративного центру штату. Абсолютна висота — 31 метр над рівнем моря.

Згідно з даними бюро перепису населення США, площа території міста становить 43,1 км², з яких, 20,6 км² припадає на сушу і 22,5 км (тобто 52,2 %) на водну поверхню.

## Демографія

### Перепис 2010
Згідно з переписом 2010 року, у місті мешкала 471 особа в 204 домогосподарствах у складі 133 родин. Було 454 помешкання
Расовий склад населення:
| - 92,6 % — білих - 0,8 % — корінних американців - 0,8 % — чорних або афроамериканців - 0,4 % — азіатів - 0,2 % — вихідців з тихоокеанських островів |

До двох чи більше рас належало 4,5 %. Частка іспаномовних становила 0,8 % від усіх жителів.
За віковим діапазоном населення розподілялося таким чином: 20,4 % — особи молодші 18 років, 65,6 % — особи у віці 18—64 років, 14,0 % — особи у віці 65 років та старші. Медіана віку мешканця становила 45,6 року. На 100 осіб жіночої статі у місті припадало 97,9 чоловіків; на 100 жінок у віці від 18 років та старших — 100,5 чоловіків також старших 18 років.
Середній дохід на одне домашнє господарство становив 71 104 долари США (медіана — 53 750), а середній дохід на одну сім'ю — 73 543 долари (медіана — 56 250). Медіана доходів становила 46 667 доларів для чоловіків та 36 776 доларів для жінок. За межею бідності перебувало 7,5 % осіб, у тому числі 18,8 % дітей у віці до 18 років та 5,8 % осіб у віці 65 років та старших.
Цивільне працевлаштоване населення становило 256 осіб. Основні галузі зайнятості: освіта, охорона здоров'я та соціальна допомога — 19,1 %, мистецтво, розваги та відпочинок — 18,8 %, будівництво — 18,8 %.

### Перепис 2000
За даними перепису населення 2000 року в місті Айл-ля-Мотт проживало 488 осіб, 143 родини, налічувалося 202 домашніх господарства та 415 одиниць житлового фонду. Середня густота населення становила близько 20,1 людину на один квадратний кілометр.
Расовий склад міста за даними перепису розподілився таким чином: 97,75 % білих, 1,23 % — корінних американців, 0,2 % — азіатів, 0,82 % — представників змішаних рас.

З 202 домашніх господарств в 27,7 % — виховували дітей віком до 18 років, 59,4 % представляли собою подружні пари, які спільно проживають, в 8,4 % сімей жінки проживали без чоловіків, 29,2 % не мали родини. 22,8 % від загального числа сімей на момент перепису жили самостійно, при цьому 7,9 % склали самотні літні люди у віці 65 років та старше. Середній розмір домашнього господарства склав 2,42 людини, а середній розмір родини — 2,85 людини.
Населення міста за віковим діапазоном за даними перепису 2000 року розподілилося таким чином: 25 % — жителі молодше 18 років, 4,3 % — між 18 і 24 роками, 26,2 % — від 25 до 44 років, 27,3 % — від 45 до 64 років і 17,2 % — у віці 65 років та старше. Середній вік мешканця склав 42 роки. На кожні 100 жінок припадало 93,7 чоловіки, при цьому на кожні сто жінок у віці від 18 років та старше припадало 92,6 чоловіки також старше 18 років.
Середній дохід на одне домашнє господарство в місті склав 36 125 доларів США, а середній дохід на одну сім'ю — 41 094 долара. При цьому чоловіки мали середній дохід в 28 542 долара США на рік проти 24 000 доларів середньорічного доходу у жінок. Дохід на душу населення в місті склав 20 286 доларів на рік. 7,7 % від усього числа сімей в місті і 9,4 % від усієї чисельності населення перебувало на момент перепису населення за межею бідності, при цьому 11,5 % з них були молодші 18 років і 2,5 % — у віці 65 років та старше.

## Пам'ятки
На острові розташований кар'єр, на якому ведеться видобуток чорного вапняку. У товщі відкладень були виявлені викопні останки коралового рифу, які є найбільш древніми з нині відомих.